# Bratčice, Brno-venkov
Bratčice là một làng thuộc huyện Brno-venkov, vùng Jihomoravský, Cộng hòa Séc.